# 가가와 신지
가가와 신지(일본어: 香川 真司 카가와 신지[*], 1989년 3월 17일 ~ )는 일본의 축구 선수이며, 현재 J1리그의 세레소 오사카에서 뛰고 있다. 주 포지션은 공격형 미드필더이지만 때로는 윙어, 중앙 미드필더로 뛰기도 한다.
2010년에 보루시아 도르트문트에서 뛰기 이전에는 모국 일본의 프로 축구 리그인 J리그의 팀인 세레소 오사카에서 뛰었다. 도르트문트에서 2년간 활약하고 아시아 최초이자 유일한 유럽 연간 베스트 일레븐에 선정되기도 했다. 2012년에 잉글랜드 프리미어리그의 맨체스터 유나이티드 FC에 입단지만 2014년에 보루시아 도르트문트로 복귀했다.

## 어린 시절
1995년 초등학교 1학년때 처음 축구를 시작해 4년 후 후리베중학교 축구 클럽에 소속. 중학교에 진학 후 비셀 고베 유소년 팀에 불합격하여 미야기현 센다이시에 위치한 FC 미야기 바르셀로나의 초대 감독과 친분이 있었던 고베 NK 축구 클럽 감독의 권유로 미야기현 센다이시로 축구 유학을 가게 되었다.
2001년부터 일본 센다이 시립 야오토메 중학교에 다니면서 FC 미야기 바르셀로나 소속팀 연습을 꾸준히 하였고, 이시기에 일본축구협회에서 장래가 촉망되는 어린 축구선수에게 높은 수준의 교육을 제공해주는 내셔널 트레이닝 센터와 U-15 일본 축구대표로도 선택되었다. 2004년 고등학교에 진학하였고, 그해 일본 클럽 청소년 축구 선수권 대회에 출전하였다. 2005년 일본 도호쿠 지역 대표로 선택되어 그 해 9월 센다이 컵 국제 청소년 축구 대회(U-18)에 볼란치로써 출전해, 최우수선수(MVP)로 선정되었다. 고등학교 재학 중이던 2005년 12월 18일 세레소 오사카과 가계약을 하였고, 고등학교 졸업 이전의 선수가 프로계약을 맺는 것은, J리그 클럽의 유소년 소속 선수가 톱 팀에 승격시키는 경우를 제외하면 사상 처음의 일이었다. 2006년 세레소 오사카와 업무제휴를 하고 있는 이바라키현 다카하기시에 위치한 고등학교로 전학을 하였다.

## 구단 경력

### 세레소 오사카
2006년 J리그 디비전 1의 세레소 오사카에 정식 계약을 체결하고 입단하였으나, 한 경기도 출전하지 못한 채 팀은 J리그 디비전 2로 강등 당하였다. 2007년 당시 감독이었던 레비 쿨피에 의해 주전으로 중용받기 시작하며 J리그 디비전 2 35경기에 나서 5골 12도움을 기록하였다. 당시 일본의 사이드백 부재로 사이드 백 포지션을 맡았으며 FIFA에도 DF로 등록되었다. 2008년에는 J리그 디비전 2 35경기에 나서 16골을 성공시켰고 U-19 청소년 대표팀외에도 U-23의 베이징 올림픽 일본 대표로도 선택되었다.
2009년 J리그 디비전 2에서는 44경기에 출전해 프로 입단 첫 해트트릭과 4경기 연속골을 기록하는 등 27골 13도움을 기록해, J리그 디비전 2 득점왕에 빛나는 등 팀을 J리그 디비전 1로 승격시키는데 큰 원동력이 되었다. 실질적으로 첫 J리그 디비전 1 플레이가 된 2010년에는 다른 J리그 디비전 1 클럽으로의 이적이나 해외 클럽으로의 이적의 소문이 돌았지만 팀에 잔류를 결정하였다.

### 보루시아 도르트문트
2010년 7월 1일 35만 유로(한화 약 5억원)의 이적료로 독일 분데스리가 보루시아 도르트문트에 이적하였다. 이전 함부르크 SV, 아인트라흐트 프랑크푸르트 등 독일에서 활약하던 다카하라 나오히로가 현재 카가와의 에이전트를 맡고 있는 토마스 크로트에게 "카가와 신지라는 좋은 선수가 있다"라는 조언을 하는 것이 계기로, 도르트문트 행을 주도하고 있었다. [[2009년 12월 도르트문트의 홈 경기에 초대된 카가와는 8만 명이 넘는 관중이 보내는 큰 성원에 감격하며 도르트문트 입단 희망을 전했다.
2010-2011시즌에는 첫 프리 시즌 경기인 맨체스터 시티와의 결승골을 넣으며, 이적 후 첫 홈 경기를 화려하게 장식하였다. UEFA 유로파 리그 플레이 오프 1차전에서 FK 카라 바흐와의 경기에서 2골을 넣으며, 공식 경기 첫 득점을 기록했다. 리그 3라운드인 VfL 볼프스부르크와의 경기에서 독일 분데스리가 첫 득점을 기록하였다. UEFA 유로파 리그에서는 팀이 결승 토너먼트 진출에 실패했지만, 가가와는 8경기에서 4득점을 기록하였다. 리그 전반기 17경기에서 8득점 1도움을 하였다.
2011년 1월 FIFA에서 발표한 "2011년 주목해야 할 13명의 선수" 중 한명으로 선정되었다. 그러나 2011년 1월 카타르 아시안컵 준결승전 한국과의 경기에서 오른발에 골절부상을 입게 되었고, 호주와의 결승전에 불참하였다.
또한 소속팀의 후반기 일정을 대부분 소화하지 못하며 9시즌 만에 리그 우승의 순간을 안타깝게도 함께 하지 못하였다. 그래도 5월 14일 최종 라운드 아인트라흐트 프랑크푸르트와의 경기에서 4개월 만에 복귀하였다. 후반기에는 마지막 1 경기밖에 출전을 못했지만, 시즌 종료 후에 키커지가 선정한 분데스리가 연간 베스트 일레븐에 선정되었다.
2011-12 시즌에는 샬케와의 DFL-슈퍼컵 경기에 출전하며 부상에서 순조로운 회복세를 보이지만 팀은 승부차기에 패했다. 리그 6라운드인 하노버 96와 경기에서 부상에서 복귀 후 첫 득점을 하였지만 팀은 패했다. 10월에는 부진한 모습을 보이며, 2경기 연속 벤치신세였지만 서서히 분위기를 회복하며 11월 5일 리그 12라운드인 VfL 볼프스부르크과의 경기에서 1득점 2도움의 활약을 하였고, 다음 13라운드 바이에른 뮌헨과의 경기에서는 마리오 괴체의 결승골을 어시스트하며 부진에서 벗어났다. 한편 첫 도전이 된 UEFA 챔피언스리그에서는 11월 23일 아스날과의 경기에서 챔피언스리그 첫 득점을 기록했지만 팀은 그룹 최하위로 탈락하였다. 2012년 1월 28일 리그 19라운드인 호펜하임과의 경기에서 2득점을 기록하였다. 카가와는 키커지의 유럽 월간 베스트 일레븐에 선정과 동시에 ESM(유럽 스포츠 잡지 협회)에서 선정한 2월, 3월, 4월 유럽 월간 베스트 일레븐에 선택되었다. 리그 27라운드 FC 쾰른과의 경기에서 2득점 1도움을 기록하였고, 리그 우승을 결정짓는 리그 32라운드 묀헨글라드바흐와의 경기에서는 결승골을 넣으며 팀의 리그 우승에 공헌하였다. 5월 12일 열린 바이에른 뮌헨과의 DFB-포칼 결승에서 1득점 1도움을 기록하는 등 맹활약을 펄치며 팀은 5-2 압승을 거두며 클럽 사상 최초로 2관왕을 달성하였고 2011-12 시즌을 마감했다. 이 활약으로 빌트지가 선정한 분데스리가 베스트 일레븐에 선정되었고, 또한 유럽 주요 15개 미디어 회원의 "유럽 스포츠 미디어 (ESM)"가 선택한 연간 베스트 일레븐에 아시아 선수 최초로 선정되었다.

### 맨체스터 유나이티드
독일 분데스리가에서의 좋은 활약으로 인해 여러 유럽 명문 클럽으로부터 러브콜을 받았고, 2012년 6월 5일 잉글랜드 프리미어리그 맨체스터 유나이티드 FC와 1400만 파운드(한화 약 250억원)의 이적료를 받으며, 이적 합의를 하였고 4년 계약을 하였다. 그는 등번호 26번을 받았다.
2012년 8월 20일 프리미어리그 개막전 에버튼 FC와의 경기에서 프리미어리그 첫 데뷔했다. 이날 스카이스포츠는 비록 팀은 패했지만 카가와의 데뷔전은 성공적이라는 평을 하며, "인상적인 데뷔전이었다. 공을 지속적으로 따라다녔다"라는 평과 함께 7점의 높은 평점을 받았다. 8월 25일 2라운드 풀럼 FC와의 경기에서 프리미어리그 첫 골을 넣었다.
그 해 10월 23일 챔피언스리그 32강 H조 4차 SC 브라가전에서 좌측 무릎이 부상을 당해 2개월간 결장하였지만, 웨스트 브로미치 알비온 FC전 홈경기에서 선발로 복귀 하였다. 2013년 3월 2일 노리치 시티전에서 아시아 선수 최초로 잉글랜드 프리미어 리그에서 해트트릭을 달성하였다. 팀은 2시즌 만에 리그 우승을 달성했고, 카가와 개인으로서는 유럽 이적 후 3시즌 연속 리그 우승이 되었다. 하지만 이적 첫해 선수 중 워스트 5위, 2012-13 시즌 활약하지 못한 선수로 워스트 10위에 각각 선출되었다.
2013-14 시즌 시즌 전에 출전 한 컨페더레이션스컵의 영향으로 지난 시즌 마지막으로 퇴임한 알렉스 퍼거슨 후임으로 취임 한 데이비드 모예스 신감독 체제가 들어서면서 카가와는 팀에 합류가 늦어 개막전부터 4경기 연속 출전 기회가 없었다. 리그와 컵 대회, 챔피언스리그 등 스타팅 멤버로 기용될 수도 있었지만, 12월 4일에 갑작스레 호흡 곤란을 호소해 구급차를 집에 불러, 위세척을 받았다. 전반전은 영국 기자가 뽑은 상반기 '워스트' 멤버 8위 선수 중 한 명으로 선출 되었다. 후반전은 스타팅 멤버로 출전 기회가 증가했지만 결국 컵 대회 포함 프로로서 첫 출전 한 2007년 이후 처음 공식 경기 무득점에 그쳤다. 또 이해에는 자신뿐만 아니라 팀도 시즌 내내 부진에 빠져 우승 경쟁에 완전히 자취를 감춰버렸고 챔피언스리그 출전권 마저 놓쳐 버렸다.

### 보루시아 도르트문트 복귀
2014-15 시즌의 프리 시즌 경기에서 1도움을 올리는 데 그친 카가와는 판 할 감독에게서 "나는 미국에서의 시즌 원정에서 그를 수비형 MF 위치를 시도했지만 그는 나의 소망과 철학을 충족 못했다"고 평했고, 정규 시즌에 들어서도 출전 기회가 없는 상태가 되었다. 이에 유나이티드에서 이적 움직임이 표면화 되면서 이적 막판인 2014년 8월 31일 친정 팀 보루시아 도르트문트의 복귀가 발표되었다. 등번호 7번이 정해졌으며, 복귀전이 된 독일 분데스리가 3라운드 경기 SC 프라이부르크와의 복귀전에서 선발 출장 해 이적 후 첫 득점을 올리는 활약을 보였고, 이날 팀은 3-1로 승리하였다.
2019년 1월 31일, 베식타시로 임대를 갔다.

### 레알 사라고사
2019년 8월 9일, 레알 사라고사로 이적했다.

### FC PAOK
2021년 1월 27일 PAOK FC와 1년 반 계약을 체결했지만 같은 해 12월 8일 퇴단했다.

### 신트트라위던 VV
2022년 1월 10일 신트트라위던 VV에 입단했다. 같은 해 8월 27일 리그 5라운드 KV 메헬렌전에서 리그 데뷔골을 기록했다.

### 세레소 오사카
2023년 2월 1일 친정팀인 세레소 오사카에 완전 이적하며 복귀했다.

## 국가대표팀 경력
일본 청소년 대표팀을 거쳐 2008년 5월 24일 코트디부아르와의 친선경기에서 국가대표팀에 데뷔하였다. 2008년 하계 올림픽에서 일본 U-23 대표팀의 멤버로 참가하였다. 같은 해 10월 9일 아랍에미리트와의 친선경기에서는 일본 축구대표팀 사상 3번째의 어린 나이에 첫 득점을 기록하였다. 그 후로도 꾸준히 대표팀에서 활약을 보여 왔지만 2010년 남아공 월드컵에서는 최종 멤버로는 발탁되지 못했다. 하지만 연습 상대를 하기 위한 서포트 멤버로 남아공에 동행했다. 남아공 월드컵 16강전에서 파라과이에 승부차기로 아쉽게 패한 뒤 같은 해 9월 4일에 다시 한번 파라과이와 친선경기를 치른 일본은 카가와의 결승골로 승리하며 8강 탈락의 한을 조금이나마 풀었다.
2011년 대표팀에서 은퇴한 나카무라 슌스케의 등번호 10번을 이어받았다. 2011년 AFC 아시안컵에서는 조별예선 사우디아라비아와의 경기에서는 오카자키 신지의 골을 어시스트, 1월 21일 카타르와의 준준결승전에서는 2득점 1도움을 기록하는 맹활약을 펼치며 일본의 준결승 진출에 큰 공헌을 하였다. 하지만 1월 25일 대한민국과의 준결승전 경기 때 발가락 골절상을 당해 조기 귀국하였다. 8월 11일 대한민국과의 친선경기에서 2득점을 하였다. 2012년 6월 맨체스터 유나이티드 FC로의 이적이 확정된 후 소속팀의 프리시즌에 훈련을 앞둔 가가와에 대한 일본 축구 국가대표팀의 배려로 런던 올림픽 축구대표팀 예비명단에서 제외되었다.
이후 2011년 AFC 아시안컵과 2013년 FIFA 컨페더레이션스컵에서 일본 국가대표팀의 주축으로 활약했지만, 2014년 FIFA 월드컵에서는 부진한 모습을 보였다. 2015년 AFC 아시안컵 일본 대표팀에 선출되어서 조별리그 3차전 요르단과의 경기에서는 득점을 하기도 했지만 UAE와의 8강전에서는 수많은 찬스를 무산시켰고 승부차기에서도 6번째 키커로 나갔지만 실축, 일본이 8강에서 탈락하는데 일조하고 말았다. 2018년 6월 2018년 FIFA 월드컵 일본 대표로 선출되었다. 대회 전 부상의 영향으로 당시 소속팀 도르트문트에서 3개월 동안 16분밖에 출전하지 못해 경기 감각 저하가 우려되었지만 월드컵 직전에 열린 파라과이와의 평가전에서 1골 2도움을 기록하는 등, 맹활약한 덕분에 주전 자리를 꿰찼고, 월드컵 본선에서도 1골 1도움을 기록하며 일본 대표팀의 월드컵 16강 진출에 크게 기여하였다. 그는 2019년까지 국제 A매치 통산 97경기에 출전, 31득점을 넣었다.

## 개인사
- 존경하는 선수는 "킹 가즈" 미우라 가즈요시. 초등학교 1학년 때에 카가와가 다니고 있던 초등학교에 미우라가 방문했던 것이 최초의 만남이라고 한다. 세레소 오사카 시절이었던 2008년에 미우라가 소속했던 요코하마 FC와 경기의 하프 타임 때 미우라에게서 유니폼을 선물받았다.
- 해외 축구 선수 중에서는 안드레스 이니에스타를 존경하며 바르샤 vs 맨유 경기에서 유니폼을 교환했다.
- 세레소 오사카 시절, 식사의 양이 다른 선수보다 더 많았다.(밥은 항상 사발로 먹고 있었다.) 프로 야구 난카이 호크스의 카가와 노부유키 (애칭은 도카벤)과 성이 같은 것으로부터, 세레소 오사카 시절에 홈 경기 때에는 "도카벤 카가와"이라는 현수막이 걸려 있었고, "도카벤!"이라고 응원을 받았다.
- 독일 4인조 밴드 《Tokio Hotel》의 보컬 빌 카우리츠가 카가와의 팬임을 밝히며, 프로모션으로 일본을 방문했을 때, 2011년 2월 10일 도쿄의 파크 하얏트 호텔에서 대담을 했다.[34]
- 2010년 11월 18일에 발매된 독일에서 가장 권위있는 축구 전문지 키커의 표지를 장식했다. 또한 2011년 4월 7일에 발매된 키커 잡지 임시 증간호에서 표지를 장식하는 등, 그 후에도 몇 차례 표지를 장식하고 있다.[35]
- 2011년 얀마의 CM에 출연. 부상 중이었기 때문에 일부 애니메이션 영상을 이용하여 광고가 만들어졌다. 이를 계기로 나가이 스타디움에 "SHINJI 시트"를 100석·10경기 도입되었다.
- 2011년 5월 17일 도르트문트 주최 동일본 대지진 부흥 지원을 목적으로 한 자선 경기(도르트문트 vs 팀 재팬)를 해 카가와는 팀 재팬의 주장을 맡았다. 이 경기에서 모인 약 120만 유로(한화 약 18억원)는 의연금으로 기부되었다.[36]
- 보루시아 도르트문트 시절, 도르트문트에 팀 버스를 제공하는 MAN 그룹의 광고에, 동료 선수들과 전 독일 축구 국가대표팀의 GK(골키퍼) 올리버 칸과 함께 출연하였다.
- 2011년 가을에 코나미에서 발매된 〈월드 사커 위닝 일레븐 2012〉의 이미지 캐릭터를 맡았다.
- 여배우 나가사와 마사미의 팬이다. 여러 방송에서 자신의 이상형으로 언급하였고, 2012년 6월 21일에 방송된 후지 TV 《톤네루즈의 여러분 덕분입니다》에 출연해 나가사와의 팬임을 밝히며, 공개적인 고백을 해 화제가 되었다.[37][38]

## 경력 통계

### 클럽 기록
| 클럽                   | 시즌     | 리그 | 리그 | 컵       | 컵       | 리그 컵    | 리그 컵    | 대륙 | 대륙 | 기타       | 기타       | 합계 | 합계 |
| 클럽                   | 시즌     | 출장 | 득점 | 출장     | 득점     | 출장       | 득점       | 출장 | 득점 | 출장       | 득점       | 출장 | 득점 |
| 일본                   | 일본     | 리그 | 리그 | 일왕배   | 일왕배   | 나비스코컵 | 나비스코컵 | AFC  | AFC  | 기타       | 기타       | 합계 | 합계 |
| ---------------------- | -------- | ---- | ---- | -------- | -------- | ---------- | ---------- | ---- | ---- | ---------- | ---------- | ---- | ---- |
| 세레소 오사카          | 2007 J2  | 35   | 5    | 1        | 2        | 0          | 0          | -    | -    | -          | -          | 36   | 7    |
| 세레소 오사카          | 2008 J2  | 35   | 16   | 0        | 0        | 0          | 0          | -    | -    | -          | -          | 35   | 16   |
| 세레소 오사카          | 2009 J2  | 44   | 27   | 0        | 0        | 0          | 0          | -    | -    | -          | -          | 44   | 27   |
| 세레소 오사카          | 2010 J1  | 11   | 7    | 0        | 0        | 1          | 0          | -    | -    | -          | -          | 12   | 7    |
| 합계                   | 합계     | 125  | 55   | 1        | 2        | 1          | 0          | -    | -    | -          | -          | 127  | 57   |
| 독일                   | 독일     | 리그 | 리그 | DFB-포칼 | DFB-포칼 | -          | -          | UEFA | UEFA | DFL-슈퍼컵 | DFL-슈퍼컵 | 합계 | 합계 |
| 보루시아 도르트문트    | 2010–11  | 18   | 8    | 2        | 0        | -          | -          | 8    | 4    | -          | -          | 28   | 12   |
| 보루시아 도르트문트    | 2011–12  | 31   | 13   | 5        | 3        | -          | -          | 6    | 1    | 1          | 0          | 43   | 17   |
| 합계                   | 합계     | 49   | 21   | 7        | 3        | -          | -          | 14   | 5    | 1          | 0          | 71   | 29   |
| 잉글랜드               | 잉글랜드 | 리그 | 리그 | FA컵     | FA컵     | 칼링컵     | 칼링컵     | UEFA | UEFA | 기타       | 기타       | 합계 | 합계 |
| 맨체스터 유나이티드 FC | 2012-13  | 20   | 6    | 3        | 0        | 0          | 0          | 3    | 0    | 0          | 0          | 26   | 6    |
| 맨체스터 유나이티드 FC | 2013-14  | 18   | 0    | 0        | 0        | 2          | 0          | 8    | 0    | 1          | 0          | 30   | 0    |
| 맨체스터 유나이티드 FC | 2014-15  | 0    | 0    | 0        | 0        | 1          | 0          | -    | -    | 0          | 0          | 1    | 0    |
| 합계                   | 합계     | 38   | 6    | 3        | 0        | 3          | 0          | 11   | 0    | 1          | 0          | 56   | 6    |
| 보루시아 도르트문트    | 2014–15  | 0    | 0    | 0        | 0        | -          | -          | 0    | 0    | -          | -          | 0    | 6    |
| 보루시아 도르트문트    | 2015–16  | 0    | 0    | 0        | 0        | -          | -          | 0    | 0    | -          | -          | 0    | 5    |
| 총 계                  | 총 계    | 212  | 82   | 12       | 5        | 4          | 0          | 17   | 1    | 4          | 2          | 255  | 103  |

2014년 11월 경기 기준 통계

### 국가대표팀 기록
| 일본 | 일본 | 일본 |
| 연도 | 출전 | 득점 |
| ---- | ---- | ---- |
| 2008 | 6    | 1    |
| 2009 | 4    | 1    |
| 2010 | 7    | 1    |
| 2011 | 11   | 6    |
| 2012 | 9    | 3    |
| 2013 | 16   | 4    |
| 2014 | 10   | 3    |
| 2015 | 14   | 4    |
| 2016 | 7    | 4    |
| 2017 | 5    | 2    |
| 2018 | 6    | 2    |
| 2019 | 2    | 0    |
| 통산 | 97   | 31   |

### 국가대표팀 득점 상세 기록
| 순서 | 날짜             | 경기 장소      | 상대 국가    | 경기 결과 | 경기 형식                                |
| ---- | ---------------- | -------------- | ------------ | --------- | ---------------------------------------- |
| 1.   | 2008년 10월 9일  | 일본, 니가타   | 아랍에미리트 | 1–1       | 친선경기                                 |
| 2.   | 2009년 2월 4일   | 일본, 도쿄     | 핀란드       | 5–1       | 친선경기                                 |
| 3.   | 2010년 9월 4일   | 일본, 요코하마 | 파라과이     | 1–0       | 친선경기                                 |
| 4.   | 2011년 1월 21일  | 카타르, 도하   | 카타르       | 3–2       | AFC 아시안컵 2011                        |
| 5.   | 2011년 1월 21일  | 카타르, 도하   | 카타르       | 3–2       | AFC 아시안컵 2011                        |
| 6.   | 2011년 8월 10일  | 일본, 삿포로   | 대한민국     | 3–0       | 친선경기                                 |
| 7.   | 2011년 8월 10일  | 일본, 삿포로   | 대한민국     | 3–0       | 친선경기                                 |
| 8.   | 2011년 10월 11일 | 일본, 오사카   | 타지키스탄   | 8–0       | 2014년 FIFA 월드컵 아시아 지역 3차 예선  |
| 9.   | 2011년 10월 11일 | 일본, 오사카   | 타지키스탄   | 8–0       | 2014년 FIFA 월드컵 아시아 지역 3차 예선  |
| 10.  | 2012년 5월 23일  | 일본, 시즈오카 | 아제르바이잔 | 2–0       | 친선경기                                 |
| 11.  | 2012년 6월 8일   | 일본, 사이타마 | 요르단       | 6–0       | 2014년 FIFA 월드컵 아시아 지역 최종 예선 |
| 12.  | 2012년 10월 12일 | 프랑스, 생드니 | 프랑스       | 1–0       | 친선경기                                 |
| 13.  | 2013년 3월 26일  | 요르단, 암만   | 요르단       | 1–2       | 2014년 FIFA 월드컵 아시아 지역 최종 예선 |
| 14.  | 2013년 6월 19일  | 브라질, 헤시피 | 이탈리아     | 3–4       | 2013년 FIFA 컨페더레이션스컵             |
| 15.  | 2013년 8월 15일  | 일본, 미야기   | 우루과이     | 2–4       | 친선경기                                 |
| 16.  | 2013년 9월 10일  | 일본, 요코하마 | 가나         | 3–1       | 친선경기                                 |
| 17.  | 2014년 3월 5일   | 일본, 도쿄     | 뉴질랜드     | 4–2       | 친선경기                                 |

2014년 3월 경기 기준 통계

### 기타 기록
- J 리그 첫 출전 - 2007년 4월 7일 J2리그 사간 도스 전 (나가이 육상 경기장)
- J 리그 첫 득점 - 2007년 5월 23일 J2리그 미토 홀리호크 전 (K's 전기 스타디움 미토)
- 국가대표 첫 출전 - 2008년 5월 24일 친선경기 코트디부아르 전 (도요타 스타디움)
- 국가대표 첫 득점 - 2008년 10월 9일 친선경기 아랍에미리트 전 (니가타 스타디움 빅 스완)
- 분데스리가 첫 출장 - 2010년 8월 22일 제1라운드 레버쿠젠 전 (지그날 이두나 파크)
- 분데스리가 첫 득점 - 2010년 9월 11일 제3라운드 볼프스부르크 전 (지그날 이두나 파크)
- 프리미어리그 첫 출장 - 2012년 8월 20일 제1라운드 에버턴 전 (구디슨 파크)
- 프리미어리그 첫 득점 - 2012년 8월 25일 제2라운드 풀럼 전 (올드 트래퍼드)

## 수상 내역

#### 보루시아 도르트문트
- 분데스리가 : 2010-11, 2011-12
- DFB-포칼 : 2011-12, 2016-17

#### 맨체스터 유나이티드
- 2012-13 프리미어리그
- 2013년 FA 커뮤니티 실드

#### 일본
- 2011년 AFC 아시안컵

### 개인
- J리그 디비전 2 득점왕 : 2009
- AFC 올해의 해외파 선수상 : 2012
- ESM 올해의 팀 : 2011-12
- VDV 올해의 팀 : 2011-12
- 분데스리가 올해의 팀[39] : 2016-17
- 키커 분데스리가 올해의 팀[40]: 2010-11, 2011-12
- 키커 랑리스테 - WK 1회, IK 2회

## 경력 목록

### 국가대표팀
- 2006년 AFC 청소년 축구 선수권 대회 국가대표
- 2007년 FIFA U-20 월드컵 국가대표
- 2008년 하계 올림픽 국가대표
- 2011년 AFC 아시안컵 국가대표
- 2013년 FIFA 컨페더레이션스컵 국가대표
- 2014년 FIFA 월드컵 국가대표
- 2015년 AFC 아시안컵 국가대표
- 2018년 FIFA 월드컵 국가대표

## 광고 출연
독일
- MAN 그룹
  - "팀 버스에 위닝 샷을 풀어라" 편(2011년) ※올리버 칸과 공동 출연
- Brinkhoff’s No.1(2011년)

영국
- GREAT BRITAIN you RE invitedvisitbritain.com 영국 정부 관광청 공식 (2013년)

일본
- 얀마주식회사 YANMAR (2011년)
- 아디다스 (2011년 - )
  - "we are all together 편" (2011년)
  - "all originals represent 카가와 신지 in TOKYO 편" (2012년)
- 코나미 「위닝 일레븐 2012」
  - "해줄까?" 편 (2011년)
  - "지금, 일본인 힘(재팬파워)" 편 (2011년)
  - "독일" 편 (2011년)
- 일본 스포츠 진흥 복권 「toto」 (2012년 - )
  - "스포츠 육성" 편 (2012년)
  - "지역 스포츠" 편 (2012년)
  - "교체 카가와 신지?!" 편 (2013년)
  - "2014년은 축구의 해다." 편 (2014년)
- P&G 질레트 「퓨전 프로 글라이드 한정 골드 모델」
  - "최고를, 남자의 손에" 편 (2012년)
- 기린맥주
  - 기린 기업 광고 "응원하는 사람" 편 (2012년)
  - 무알콜 츄하이 「ZERO·HI」"제로 하이 등장" 편 (2012년)
  - 「스미키리」(2014년)
- 이태리 매트리스 전문업체 「매그니플렉스」 (2013년)
- SKY PerfecTV!(위성 방송) 「e2 by 스카파!」 (2012년 - )
- 소프트뱅크 모바일
  - 「시라토가」 (2013년) - 시마네의 큰아버지의 아들로, 시라토 지로의 조카인 가가와 신지(본인 역)으로 등장.
  - 「시라토가」"소프트 뱅크 하이킥" 편 (2014년)
- 동감 유럽 축구 (13/14 시즌) "편지 편", J 리그 CM "카가와 신지 선수 J를 말하는 편" (2014년)
- 동감 유럽 축구 주문형 (응용 프로그램) (2014년)